# Mitologia

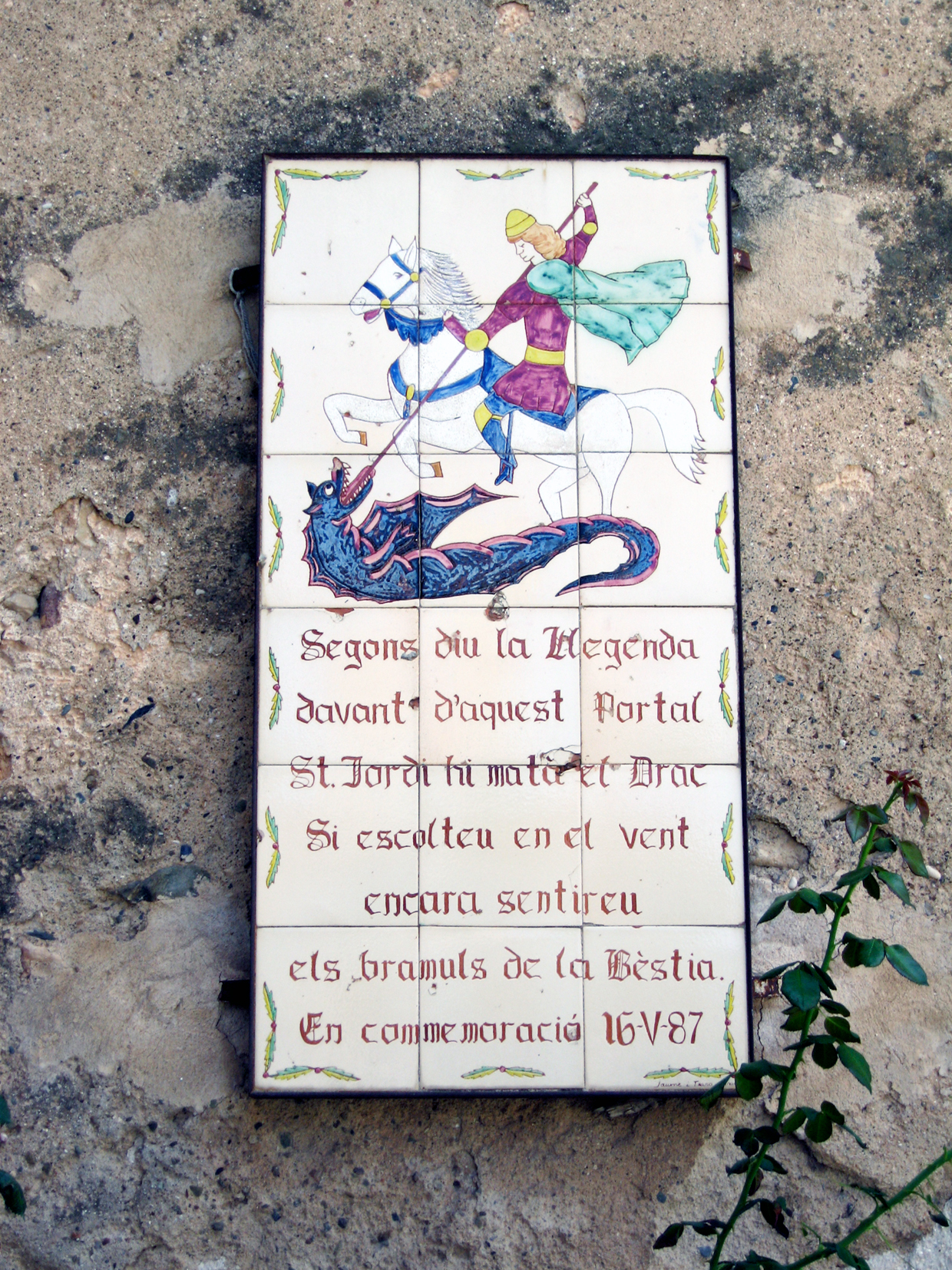
En la mitologia europea sant Jordi matà el drac. Portal de Sant Jordi de Montblanc.

La mitologia és el conjunt relativament coherent de mites i sobretot símbols que il·lustra o fonamenta almenys la part irracional d'un sistema ideològic, de valors i de creences subjectiu d'una persona o d'un grup sociocultural. Per alguns autors, els mites personals acaben convergint en algun punt amb els culturals. En art, la mitologia personal mostra la relació entre l'univers interior de l'artista i la seva forma de mostrar-lo. També s'estudia la mitologia personal a moltes branques de la psicologia, com per exemple la psicologia de la Gestalt. En el passat però, alguns autors, d'ideologies racionalistes o cientifistes per exemple, l'havien reduït al conjunt de relats (ficcions) i personatges que es mantenen en la religió, cultura popular o l'origen d'un estat, ciutat, poble o qualsevol altre espai.
La ciència social que estudia els mites també es diu "mitologia". Un mite té com a característica principal ser una narració en què no es pot destriar fàcilment el contingut i la història. Els temes poden anar des d'explicar l'origen de l'Univers o de la societat humana, a costums o fets nacionals específics. No cal interpretar literalment tota la mitologia, la seva funció en principi és de representació simbòlica, poètica o figurativa. Popularment, per mitologia sovint s'entén al grup de llegendes o històries de religions antigues, com la grega o la romana.
A la cultura popular sobreviuen, de vegades de manera fragmentària, mites, rondalles o llegendes que poden ser d'origen molt antic o més recents. Algunes poden o no estar lligades a religions majoritàries en aquella cultura en temps moderns o anteriors. En moltes societats modernes es consideren un llegat cultural d'altres temps o una tradició. D'altra banda, hi ha obres contemporànies, com Star Trek, que comparteixen moltes de les característiques dels relats mitològics clàssics. Moltes llegendes urbanes també tenen trets en comú amb els relats mitològics.

## Etimologia

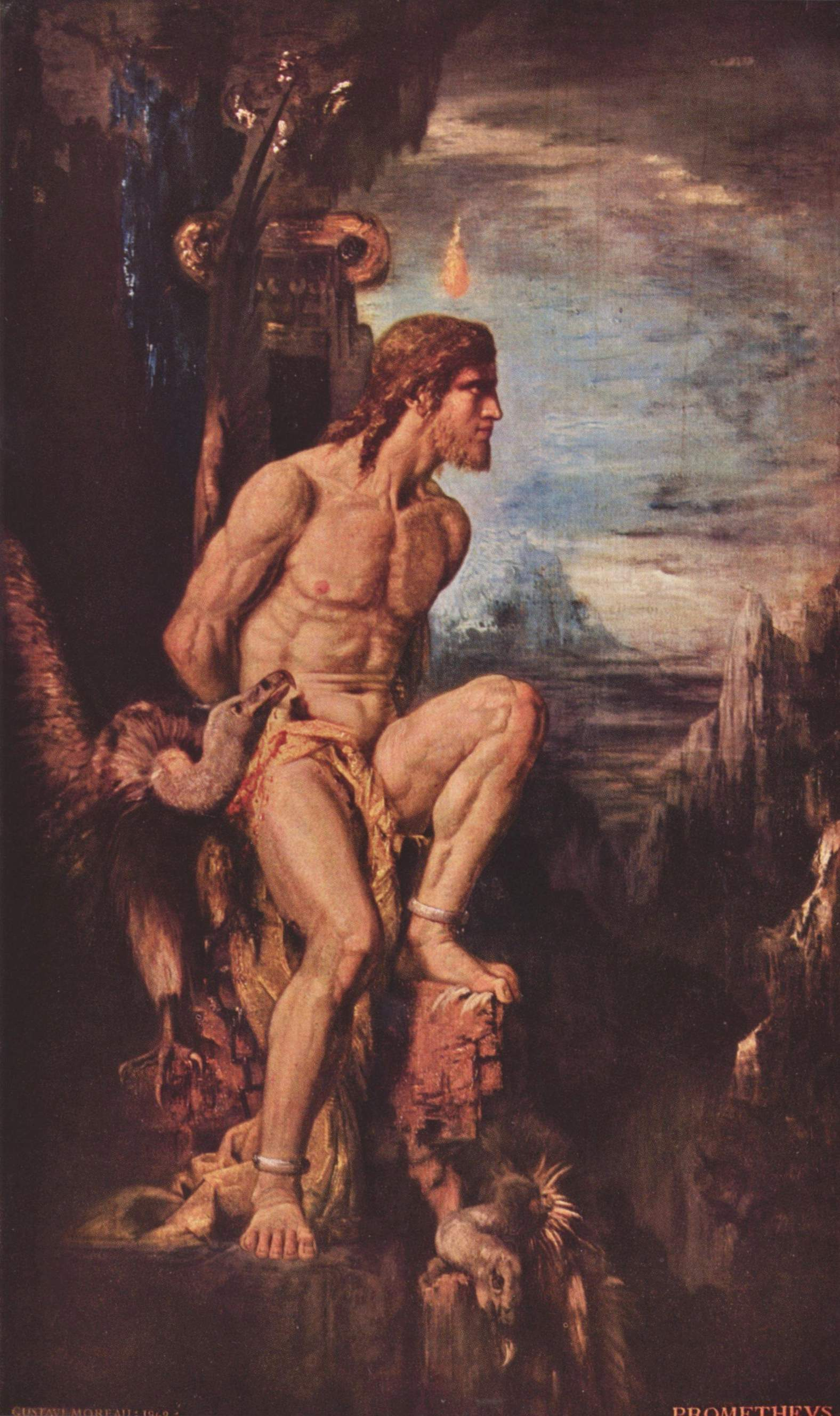
El mite de Prometeu va ser tractat per primera vegada per Hesíode, posteriorment constituí la base d'una trilogia tràgica d'obres, possiblement d'Èsquil, i més tard inspirà el Frankenstein de Mary Shelley.

La paraula prové del grec antic tardà μυθολογία (mythologia) que significa "estudi d'un conjunt de mites". És compost de dues paraules:
- μῦθος (mythos), que en grec antic significa "discurs, relat, mite o faula"[4] i, per extensió, un "acte de parla ritualitzat", com el d'un cap en una assemblea o el d'un poeta o sacerdot,[5] o un relat (Èsquil: «Ἀκούσει μῦθον ἐν βραχεῖ λόγῳ» la història completa que sentiràs en un breu lapse de temps).[6]
- λογία (logia), que en l'origen significava "col·lecta, recaptació", i en derivatius erudits més recents "estudi, ciència".[7]

## Característiques
El terme mitologia pot fer referència a la ciència de l'estudi dels mites, o a un conjunt de mites. El terme mite sovint es fa servir col·loquialment per a referir-se a una història falsa, però l'ús acadèmic del terme general no emet cap judici sobre la seva veritat o falsedat. En l'estudi del folklore, un mite és una narració sagrada que explica com funciona el món i com la humanitat ha arribat a ser com és actualment. Molts especialistes d'altres disciplines del saber humà fan servir el terme mite de diferents maneres. En un sentit molt ampli, la paraula pot referir-se a qualsevol història tradicional.
Els personatges principals en els mites solen ser déus o herois sobrenaturals. Com les històries sagrades, els mites solen ser aprovats pels governants i els sacerdots, i estretament vinculats a la religió. En la societat en la qual perviu el mite, aquest generalment és considerat com un veritable relat del passat remot. De fet, moltes societats tenen dues categories de la narrativa tradicional: les "històries vertaderes" o mites, i les "històries falses" o faules. Els mites solen tenir lloc en una època més primitiva, quan el món no havia aconseguit encara la seva forma actual, i serveixen per a explicar com el món va adoptar la seva forma actual, i com les institucions i els tabús s'han anat establint.

## Origen i teories explicatives

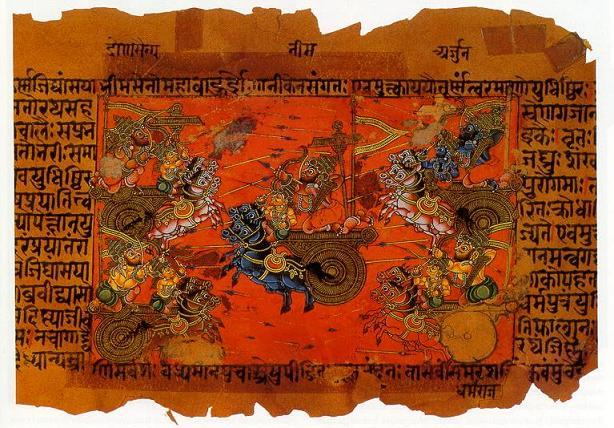
Episodi de l'epopeia hindú Mahabharata

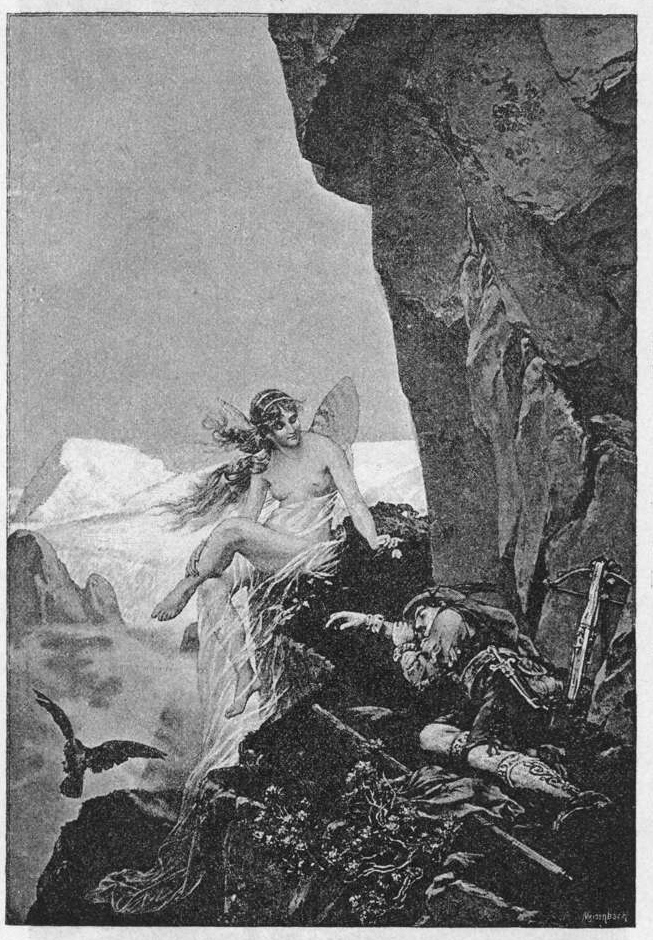
Les orestíades representen les muntanyes i el seu esperit

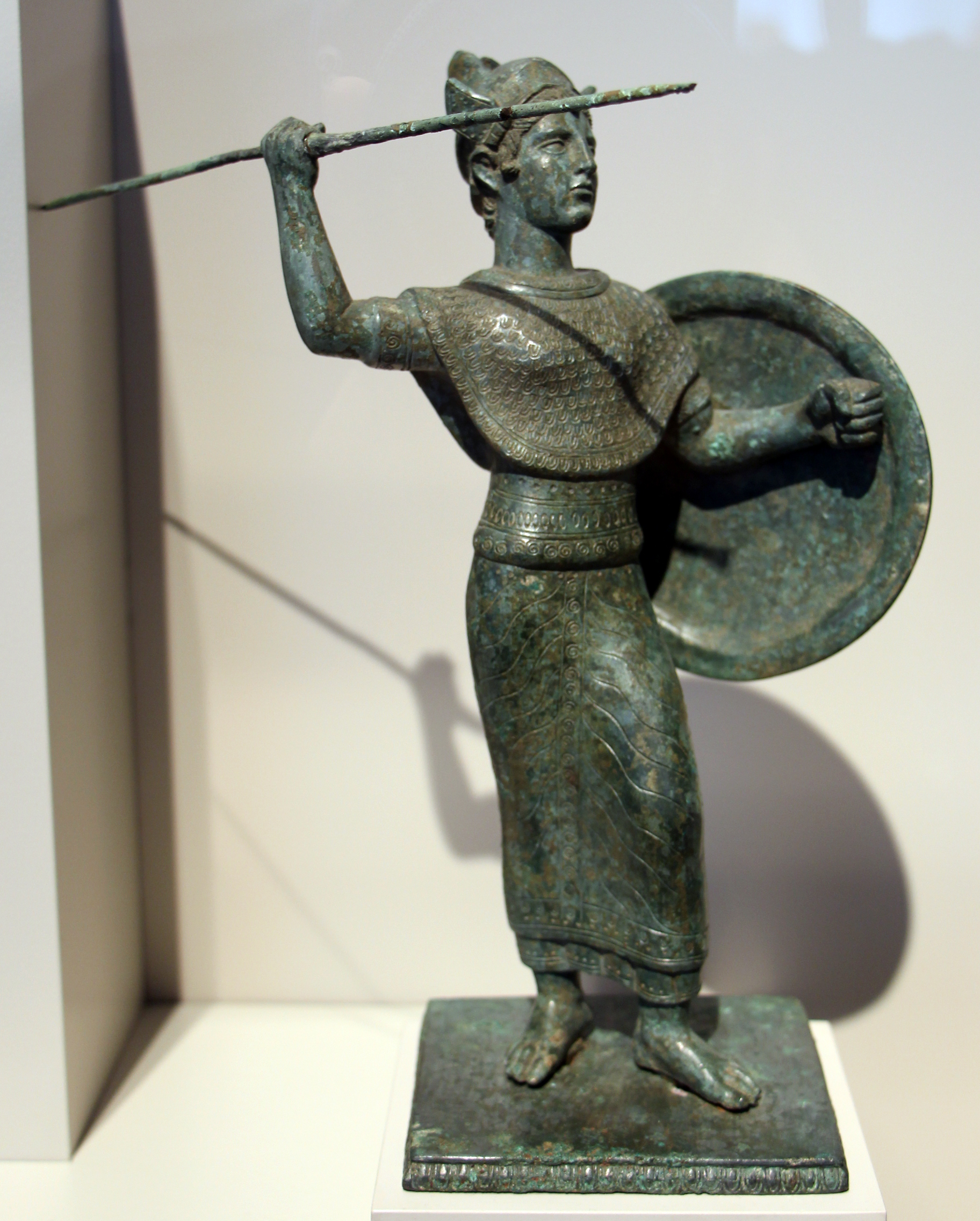
Minerva etrusca

El mite es distingeix de la faula, la llegenda i el conte, totes aquestes formes de narracions tradicionals, pel seu caràcter explicatiu. Hi ha diversos corrents i tendències que cerquen interpretar o que treballen amb la mitologia:
- Historicisme: els mites tenen la seva base en la història real, magnificada pel pas del temps. Va ser un corrent predominant al segle xix i abans hi havia la interpretació literalista, que creia en la veracitat exacta dels fets narrats.
- Evolucionisme: el mite és la forma intermèdia entre l'animisme sense relat i la religió estructurada, que absorbeix gran part dels símbols i narracions mítiques.
- Simbolisme: la mitologia és un llenguatge propi, proper a l'art, que escapa de la lògica i, per tant, ha de ser interpretat en clau emotiva, és una narració dirigida a l'inconscient.
- Funcionalisme: el mite serveix de justificació per a la situació present.
- Evemerisme: aquesta teoria sosté que els mites queden distorsionats pel transcurs dels esdeveniments històrics reals.[24][25] Segons aquesta teoria, els narradors de manera reiterada conten relats històrics en els quals els personatges es transformen i arriben a assolir la condició de déus.[24][25] Per exemple, s'argumenta que el mite del déu del vent, Èol, és una figura que evolucionà a partir del relat històric d'un rei que va ensenyar la seva gent a fer servir veles en els vaixells i a interpretar els vents.[24] Heròdot (segle v aC) i Pròdic de Queos van fer afirmacions d'aquest tipus.[25] Aquesta teoria s'anomena evemerista i es fonamenta en l'obra del mitòleg Evemer (c. 320 aC), que va suggerir que els déus grecs s'havien creat a partir de llegendes basades en éssers humans.[25][26]
- Al·legorisme: el mite funciona com a paràbola o al·legoria, que és el mitjà per transmetre una veritat. Aquesta teoria, que va sorgir durant el Renaixement, proposa que els mites van començar basant-se en al·legories. Així, alguns creuen que els mites van començar com a al·legories dels fenòmens naturals: Apol·lo representa el foc, Posidó representa l'aigua, i així successivament.[25] Segons d'altres, els mites van començar com a al·legories però de conceptes filosòfics o espirituals: Atenea representa el judici savi, Afrodita representa el desig, etc.[25] Al segle xix, l'especialista en sànscrit Max Müller va recolzar una teoria al·legòrica del mite segons la qual els mites van començar com a descripcions al·legòriques de la natura, però a poc a poc van arribar a ser interpretats literalment. Per exemple, una descripció poètica de la mar com un element "furiós" es va transferir literalment, i el déu era un déu furiós.[27]
- Personificació: alguns especialistes creuen que els mites són el resultat de la personificació dels objectes inanimats i forces. Segons aquests pensadors, els antics adoraven els fenòmens naturals com el foc i l'aire, i amb el temps la descripció passava als déus.[28] Per exemple, segons la teoria del pensament creador de mites, els antics tendien a veure els elements com a persones, no com a mers objectes;[29] per tant, es descrivien els fenòmens naturals com els actes de déus personals, fet que donà lloc a diversos mites.[30]
- Ritualisme: d'acord amb la teoria de mite ritual, l'existència del mite està lligada al ritual.[31] En la seva forma més extrema, aquesta teoria sosté que els mites van sorgir per explicar els rituals.[32] Aquesta afirmació és citada per primera vegada per l'erudit bíblic William Robertson Smith.[33] Segons Smith, la gent inicia l'execució de rituals per alguna raó que no està relacionada amb el mite, però més tard, després d'haver oblidat la raó originària del ritual, tractaven d'explicar el ritual tot inventant un mite. Després manifestaven que el ritual commemora els fets descrits en aquest mite.[34] L'antropòleg James Frazer defensava una teoria similar. Frazer creia que l'humà primitiu creia en lleis màgiques. Més tard, quan l'ésser humà va començar a perdre la fe en la màgia, inventà mites sobre els déus i arriba a afirmar que els seus antics rituals màgics són els rituals religiosos destinats a apaivagar els déus.[35]

## Funcions

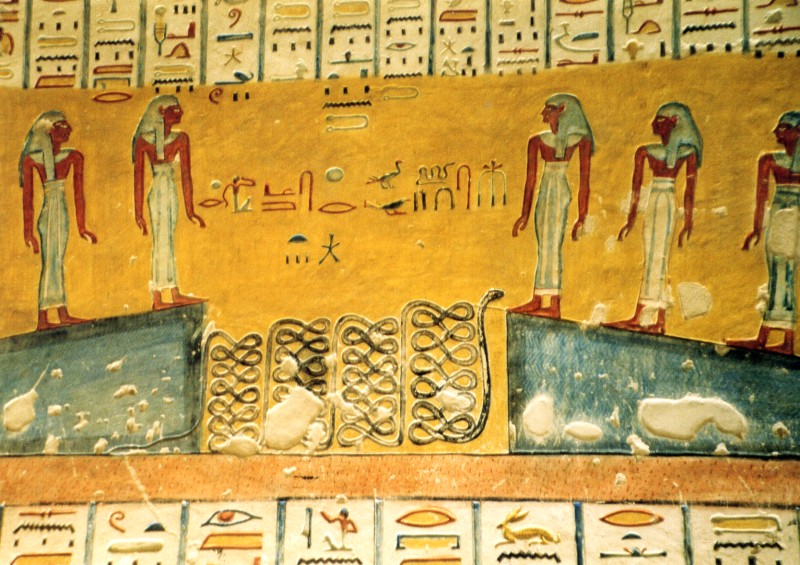
Al Llibre de les Portes s'explica el pas de la vida a la mort

Mircea Eliade va argumentar que una de les funcions més importants del mite és la d'establir models de comportament, ja que els mites també poden proporcionar una experiència religiosa. Quan es conten o recreen mites, els membres de les societats tradicionals es desprenen del present i tornen a l'edat mítica; d'aquesta manera s'apropen a les divinitats.
Larui Honk afirma que, en alguns casos, en una societat es recrea un mite en un intent de reproduir les condicions de l'època primitiva. Per exemple, es recrea la curació realitzada per un déu en el principi dels temps per tal de curar algú en el present. De la mateixa manera, Roland Barthes afirma que la cultura moderna explora l'experiència religiosa perquè una experiència religiosa és un intent de connectar amb la percepció d'un passat moral, que està en contrast amb el present tecnològic.
Joseph Campbell defineix en els mites quatre funcions bàsiques: la funció mística, que ha experimentat la sorpresa de l'Univers; la funció cosmològica, que explica la forma de l'Univers; la funció sociològica, que representa el suport i la validació d'un determinat ordre social; i, finalment, la funció pedagògica, de com viure una vida humana en qualsevol circumstància.

## Mite, conte i llegenda

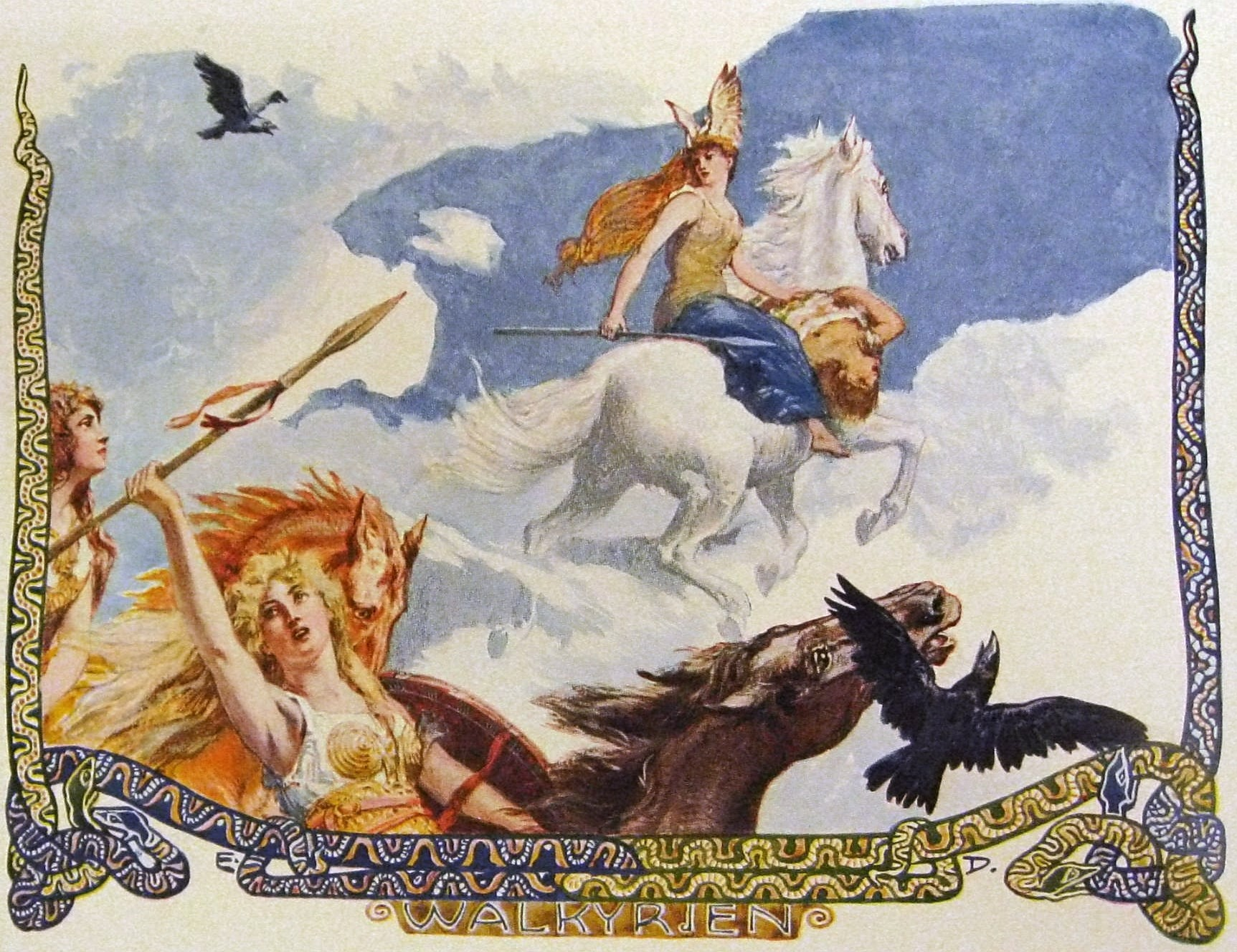
Valquíries

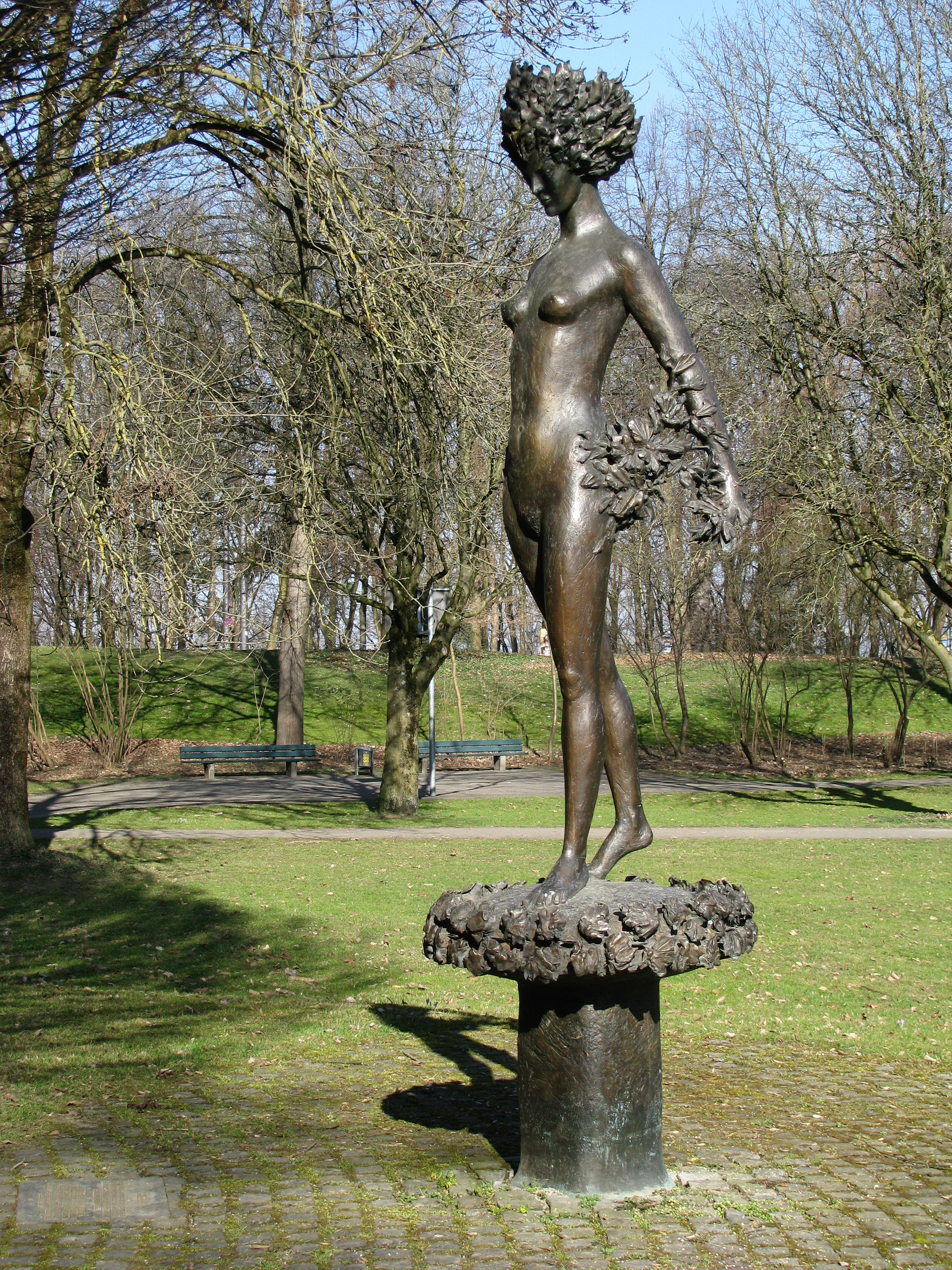
La nimfa Dafne

La llegenda i el conte popular estan estretament relacionats amb el mite. Mites, llegendes i contes populars són diferents tipus d'històries tradicionals. A diferència dels mites, els contes populars poden produir-se en qualsevol moment i en qualsevol lloc, i les societats que els transmeten no els consideren unes històries veritables o sagrades. En canvi, de la mateixa manera que els mites, les llegendes són històries que, de manera tradicional, es consideren com a verdaderes, però se situen en un temps més recent, quan el món era molt més semblant a l'actual. Les llegendes, en general, tenen éssers humans com els seus personatges principals, mentre que els mites tracten generalment sobre personatges sobrehumans.
La distinció entre mite, llegenda i conte popular s'entén simplement com una eina útil per a la classificació o agrupació dels contes tradicionals. En moltes cultures, és difícil traçar una línia clara entre el que són mites i el que són llegendes. En lloc de dividir les seves històries tradicionals en mites, llegendes i contes populars, algunes cultures els divideixen en dues categories: l'una que correspon aproximadament als contes populars, i una altra que combina els mites i les llegendes. Fins i tot, els mites i els contes populars no són completament diferents. Una història pot ser considerada veritable en una societat —i per tant, ser un mite—, però pot ser considerada com a ficció en una altra societat —i, per tant, és un conte popular. De fet, quan un mite perd el seu estatus com a part d'un sistema religiós, sovint adquireix trets més típics dels contes populars amb els seus protagonistes que anteriorment eren de naturalesa divina i que ara han estat reinterpretats i són herois humans, gegants o fades, personatges de caràcter fantàstic.
Mite, llegenda i conte són només algunes de les categories dels contes tradicionals. Altres categories inclouen les anècdotes i alguns tipus d'acudits. Les històries tradicionals, al seu torn, són només una categoria dins del folklore d'una cultura, que també inclou elements com ara els gestos, el vestuari i la música.

## Mitologia religiosa

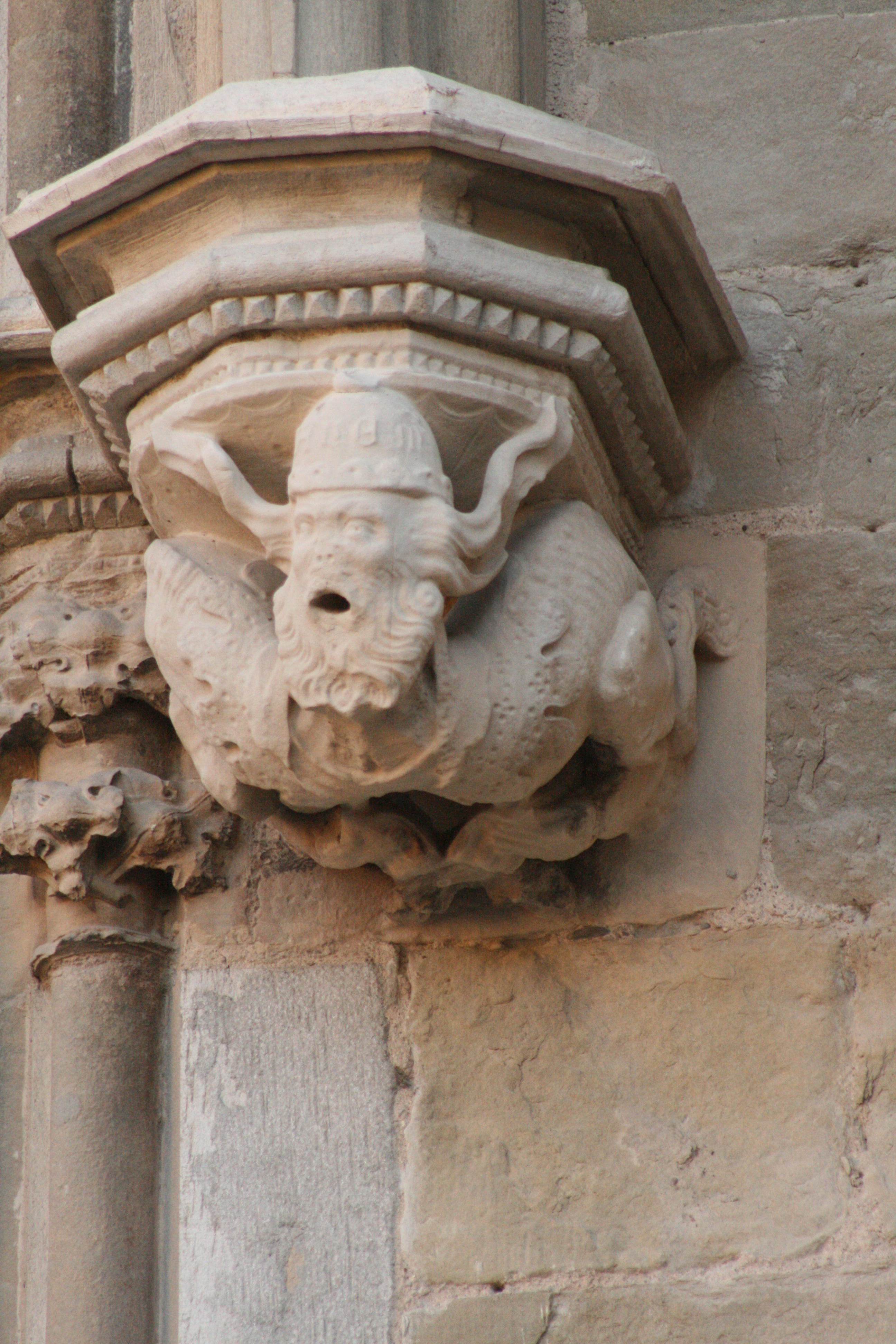
Ésser mitològic, segons una escultura gòtica a la seu de Manresa.

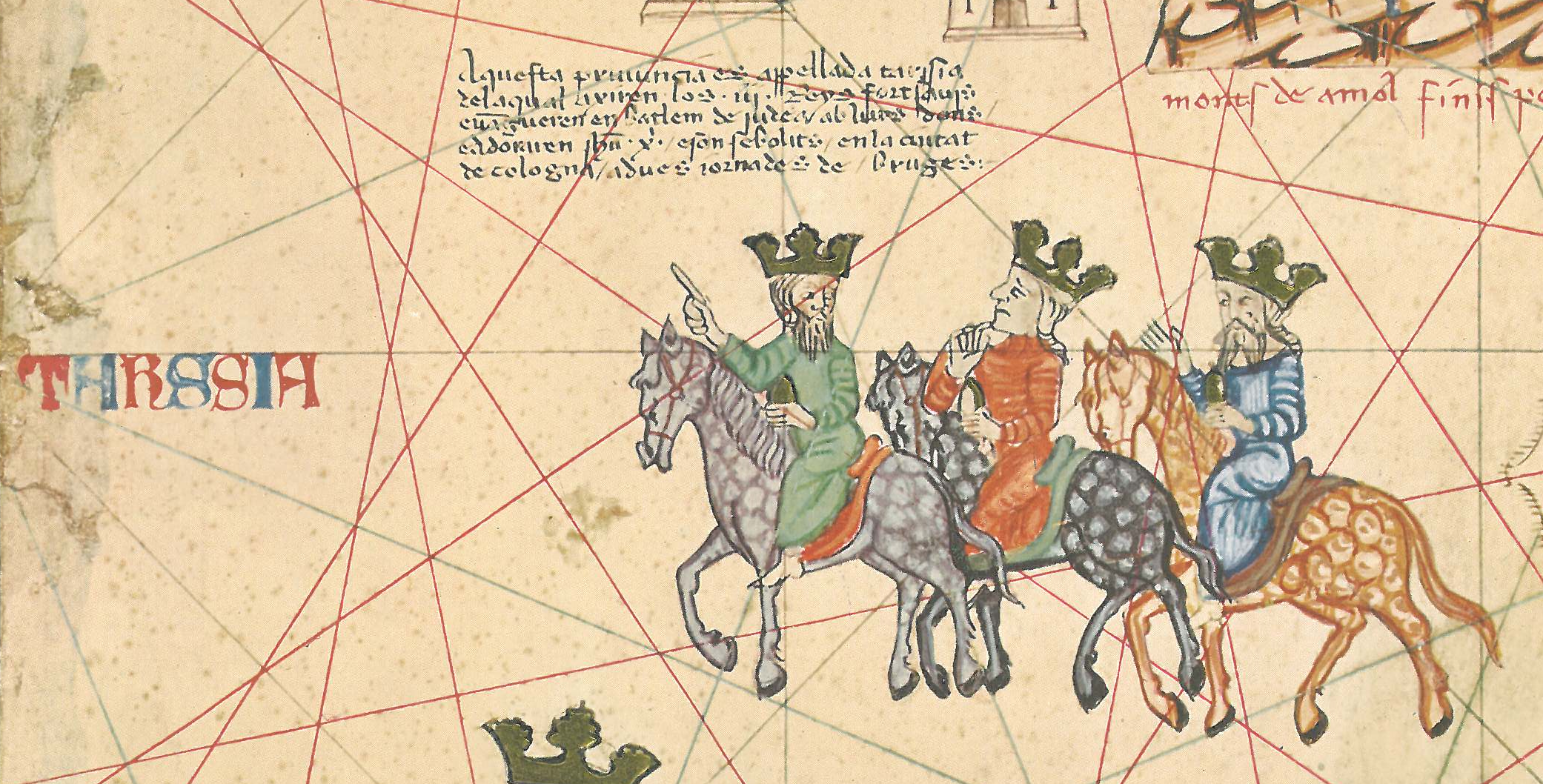
Els tres reis d'Orient

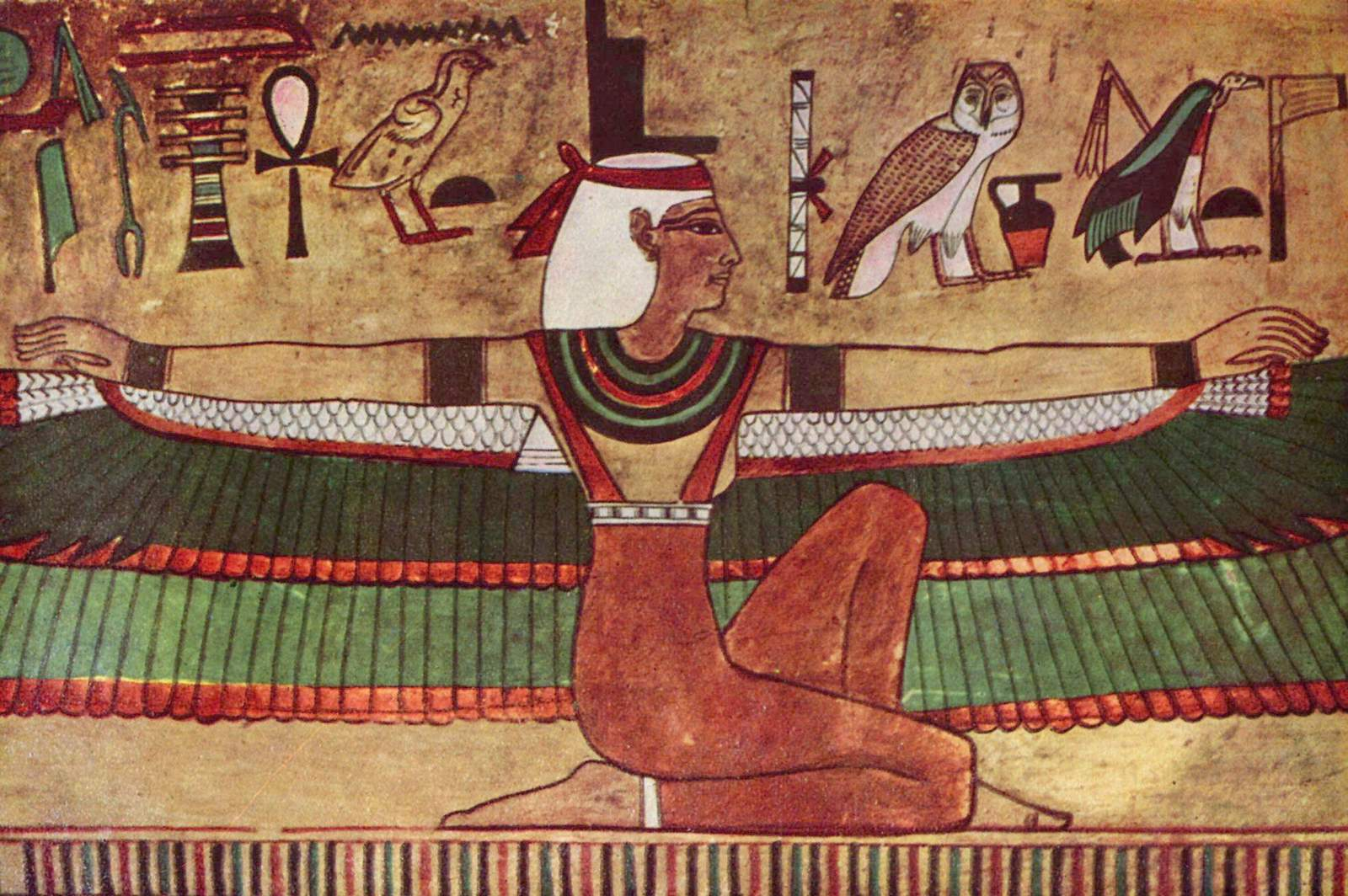
Deessa Isis

La mitologia apareix de manera prominent en la majoria de les religions i, de la mateixa manera, la majoria de les mitologies estan relacionades amb, almenys, alguna religió. El terme se sol utilitzar més sovint en aquest sentit i es fa servir per a referir-se a les religions fundades per societats de l'antiguitat, com la mitologia grega, la mitologia romana i la mitologia escandinava. Tanmateix, és important recordar que, mentre algunes persones veuen els panteons escandinau i celta com meres faules, d'altres les consideren religions (neopaganes).
Generalment, no es consideren els relats que envolten l'origen i desenvolupament de religions com el cristianisme, judaisme i islamisme com a cròniques literals de fets, sinó com a representacions figuratives o simbòliques dels seus sistemes de valors. Tot i així, de la mateixa manera, moltes persones —entre elles, ateus, agnòstics, o creients d'algunes d'aquestes mateixes religions—, empren les paraules mite i mitologia per a poder caracteritzar com a falses o dubtoses, les històries que apareixen en una o més religions, o en les diferents religions de què són creients. D'aquesta manera, els individus que pertanyen a la majoria de les religions vigents en l'actualitat s'ofenen quan es pren la seva fe com un conjunt de mites, ja que, per a ells, això equival a dir que la seva religió pot ser interpretada com una mentida, cosa que va en contra de les seves creences. Un exemple d'això s'observa en relació als relats de la Bíblia segons diversos grups cristians; els creients d'aquests grups no consideren, generalment, que alguns dels seus relats siguin de caràcter mitològic, i que tan sols es fa servir aquesta paraula per a referir-s'hi en un sentit pejoratiu.
Tanmateix, la majoria de la gent està d'acord que cada religió engloba un conjunt de mites que s'han desenvolupat al voltant de les seves escriptures religioses; ja que, en si, la paraula mite es refereix a fets que no poden ser verificats de manera objectiva. D'aquesta manera, es considera que es pot parlar de mitologia jueva, mitologia cristiana o mitologia islàmica, per referir-nos als elements mítics que hi ha dins d'aquestes creences. Tot això, sense haver de parlar de la veracitat dels principis de la fe o de les diferents versions de la seva història, ja que la creença de qualsevol religió com una cosa verdadera és una competència de la fe i de les creences de cada persona, i no és el camp d'estudi de la mitologia.
Un exemple d'això s'observa en els sacerdots i els rabins dels moviments jueus i cristians més liberals d'avui en dia, a més dels neopagans, que no tenen problemes per a admetre que els seus texts religiosos contenen mites. Així, consideren els seus texts sagrats com a veritats religioses, revelades per la inspiració divina, però mostrades en el llenguatge del gènere humà. Tot i així, com succeeix en tantes qüestions, d'altres no hi estan d'acord amb aquesta manera de pensar. Per tant, cal usar la paraula mitologia per a referir-nos a les històries que, encara que poden pertànyer o no a la realitat, revelen veritats i visions fonamentals sobre la naturalesa humana, sovint gràcies a l'ús dels arquetips. A més, els relats que analitza la mitologia expressen els punts de vista i les creences d'un país, una època, una cultura o una religió que els van originar.

## Temes

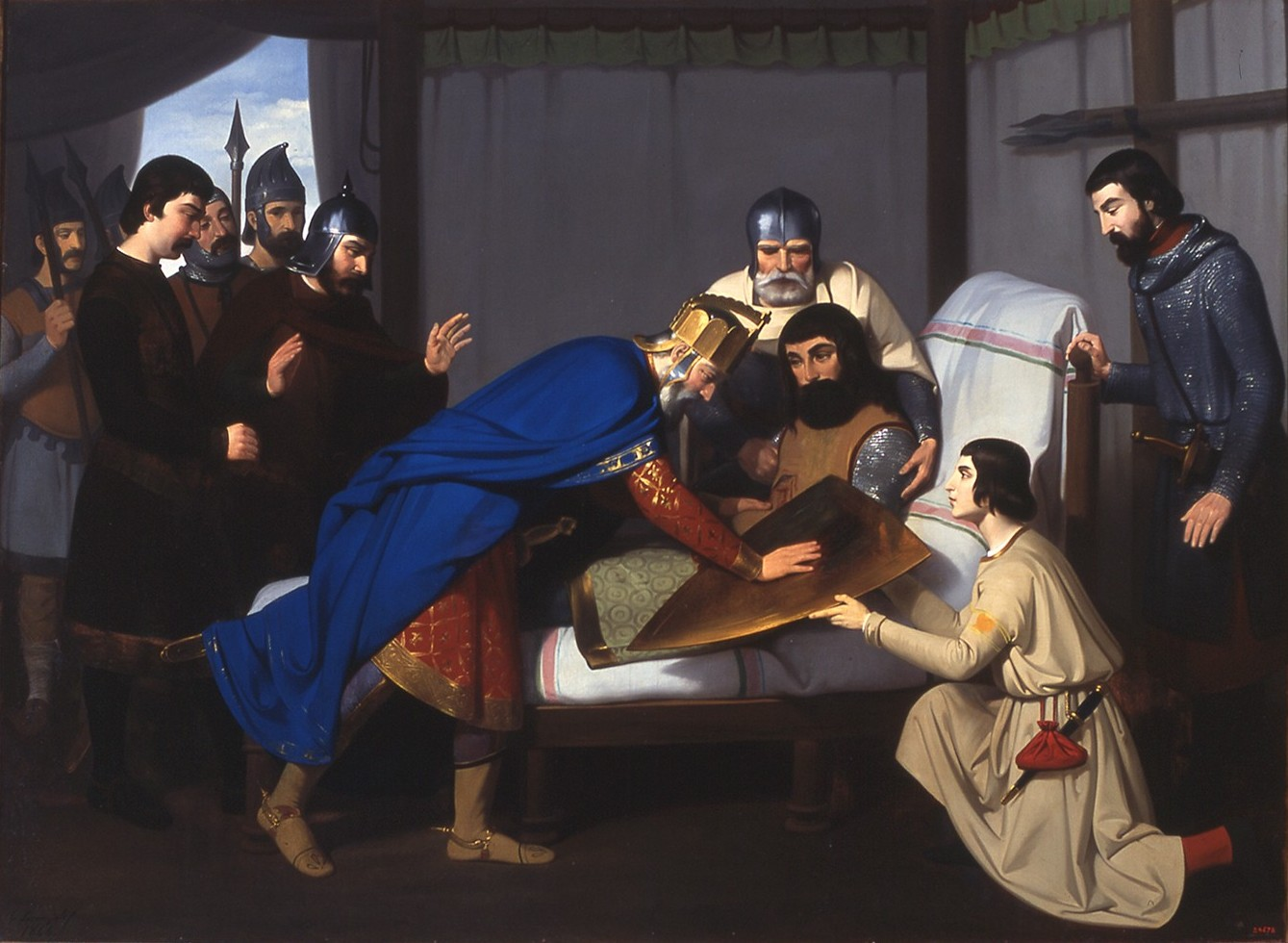
Llegenda de les quatre barres

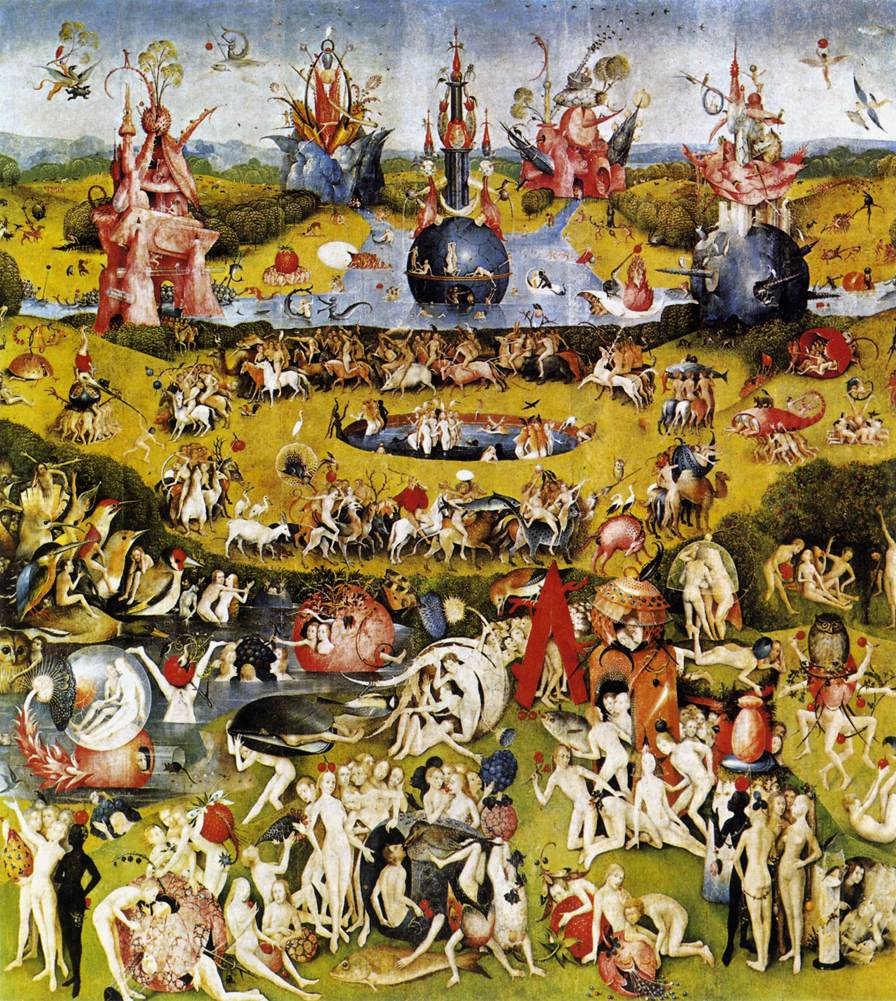
El jardí de les delícies

Els mites sempre responen a una veritat considerada transcendental; per això van més enllà de la simple narració. Els temes són comuns a totes les cultures, encara que variïn en la forma o en el relat.
- Mites sobre l'origen, que inclouen relats sobre la creació del món o la fundació d'una ciutat o d'una ètnia.
- Mites rituals, que expliquen el perquè de determinades pràctiques, usualment utilitzats per a acontentar un déu o recordar un fet per tal d'evitar desgràcies.
- Mites del culte a una divinitat, en què s'explica la seva vida i el seu poder.
- Mites de prestigi, que parlen del llinatge reial o d'herois nacionals; estan molt relacionats amb l'èpica i són posteriors a la resta dels relats.
- Mites escatològics, que expliquen la fi del món o de la mateixa civilització.
- Mites socials, que justifiquen determinades pràctiques socials i dels valors imperants; solen ser semblants als cultes i recorden als individus el risc que suposa la transgressió de la norma.

La mitologia comparada ha identificat una sèrie d'històries comunes a diferents cultures, que són, en primer lloc, un panteó tripartit comú als pobles indoeuropeus (descendent del Dyeus originari); narracions sobre el diluvi universal o altres formes de destrucció i recreació de la Terra; la mort d'un déu o heroi per salvar els humans; el descens a l'inframon; l'axis mundi o centre del món (encarnat per un arbre o muntanya), etc. Aquests paral·lelismes entre pobles sense contacte entre si s'expliquen per la necessitat psicològica de respondre a les mateixes qüestions metafísiques de l'ésser humà.

## Mitologia comparada

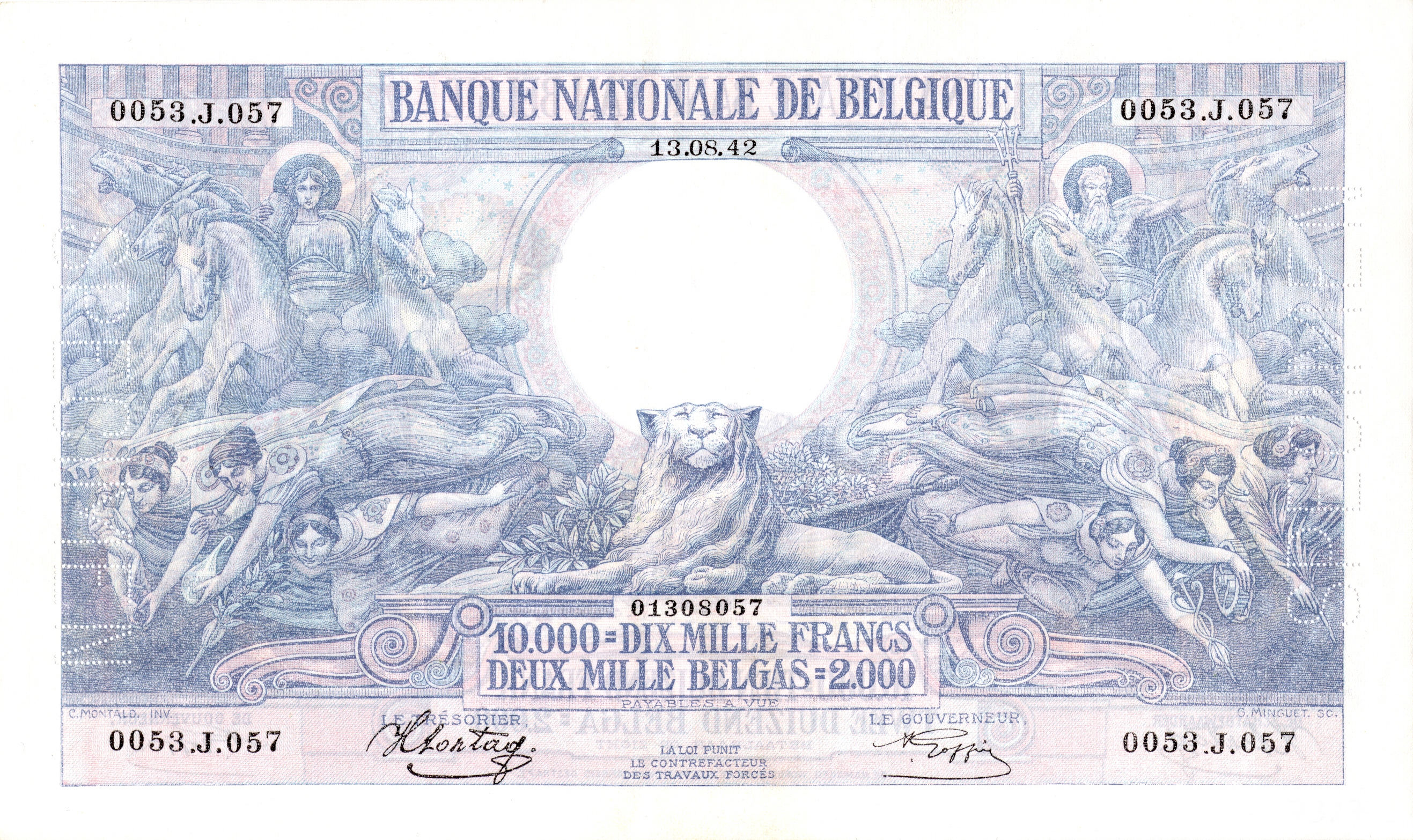
Bitllet antic belga, que representa Ceres, Neptú i el caduceu.

La mitologia comparada és la comparació sistemàtica dels mites de diferents cultures per descobrir-ne els temes fonamentals que són comuns als seus mites. En alguns casos, els mitòlegs comparatius utilitzen les similituds entre diferents mitologies per a argumentar la teoria que totes tenen un origen comú. Aquesta font comuna pot ser una font d'inspiració compartida —com, per exemple, un fenomen natural que va inspirar certs mites similars en diferents cultures—, o una protomitologia comuna que posteriorment va divergir en la diversitat de mitologies que coneixem actualment.
Durant el segle xix, les interpretacions dels mites sovint eren molt de tipus comparatiu, a la recerca d'un origen comú per a tots. No obstant això, en relació amb els mites, els especialistes actuals tendeixen a ser més cauts en els enfocaments comparatius, i eviten plantejaments mitològics excessivament generals o universals. Una excepció a aquesta tendència moderna és el llibre de Joseph Campbell, L'heroi de les mil cares, en què l'autor afirma que tots els mites sobre herois segueixen el mateix patró subjacent. Aquesta teoria d'un monomite s'aparta del corrent principal de la mitologia actual.

## Mitologies d'arreu del món

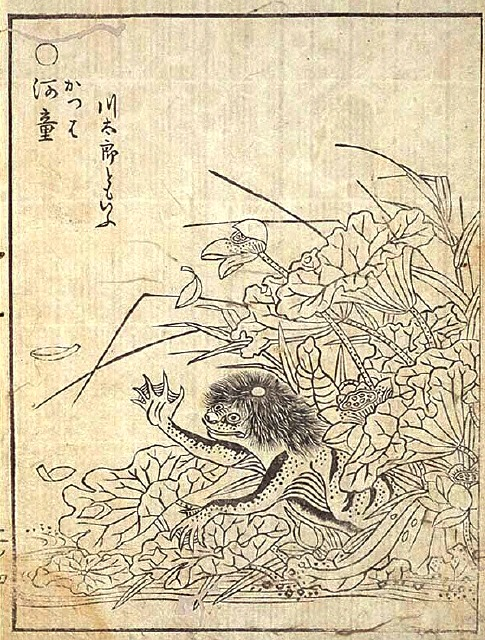
El Kappa de la mitologia japonesa

Els següents articles contenen descripcions de mitologies de diverses cultures o religions. Pel que fa a les religions, aquests articles se centren només en les històries i personatges que deriven de la seva tradició; vegeu l'article religió per a una explicació sobre la doctrina de cada fe.
- Mitologia àrab
- Mitologia asteca

- Quetzalcoatl
- Metztli

- Mitologia basca

- Mari

- Mitologia britànica
- Mitologia bushongo

- Bumba

- Mitologia catalana[52]
- Mitologia celta

- Dana

- Mitologia dinka

- Juok

- Mitologia efik

- Abassi
- Atai

- Mitologia egípcia

- Ra
- Thoth
- Osiris
- Horus

- Mitologia escandinava

- Asa

- Mitologia fenícia

- Baal
- Tanit

- Mitologia germànica

- Thor

- Mitologia grecoromana

- Mitologia grega

- Zeus

- Mitologia romana

- Júpiter

- Mitologia guaraní

- Jurupari

- Mitologia inca

- Viracocha

- Mitologia hindú
- Mitologia ibo
- Mitologia inuit
- Mitologia isoko
- Mitologia japonesa
- Mitologia lotuko
- Mitologia lugbara

- Adroa

- Mitologia maia
- Mitologia persa
- Mitologia siberiana
- Mitologia sumèria
- Mitologia xinesa